# لاوترباخ
لاوترباخ (هسن) (بالألمانية: Lauterbach, Hesse) هي district capital، بلدة، مدينة و بلدة ألمانية تقع في ألمانيا في Vogelsbergkreis. يقدر عدد سكانها بـ 14,346 نسمة .

## معرض صور

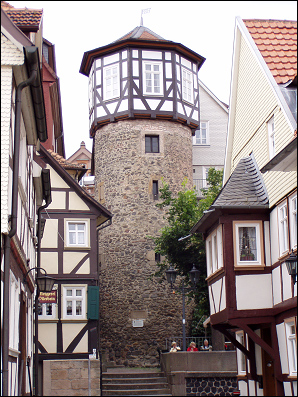
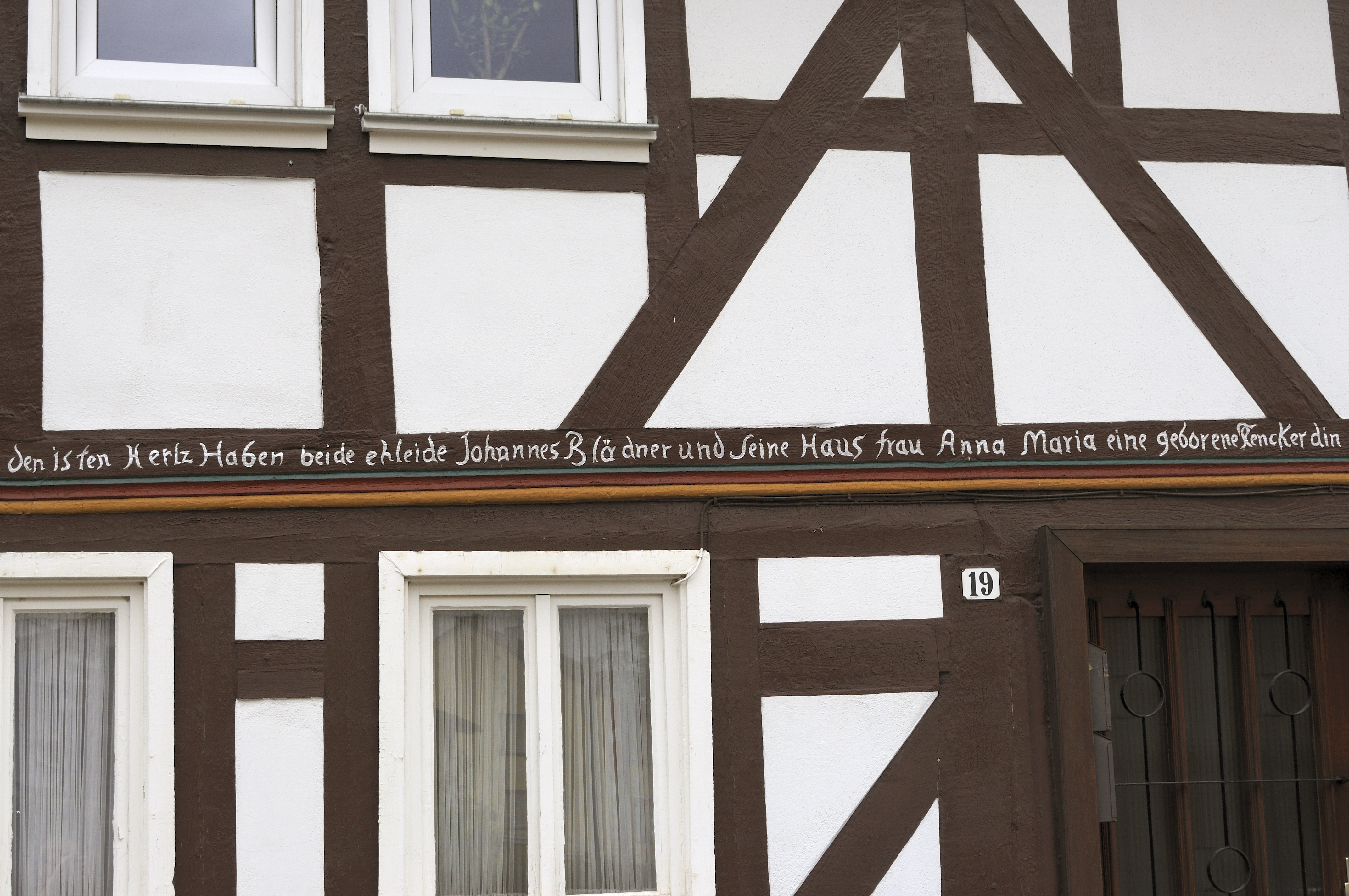
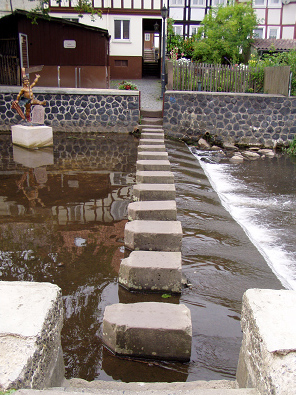

## أعلام
- ألبرت فينك
- إدوارد كريستيان تراب